# Wang Zhiwei
Wang Zhiwei (王 智伟S; pinyin: Wáng Zhìwěi; Contea di Taigu, 18 luglio 1988) è un tiratore a segno cinese, vincitore di una medaglia di bronzo ai Giochi olimpici di Londra 2012.

## Palmarès
Giochi olimpici
- 1 medaglia:
  - 1 bronzo (pistola 50 metri a Londra 2012).

Campionati asiatici
- 1 medaglia:
  - 1 argento (pistola 10 metri aria compressa a Kuwait City 2007).